# Каймашур
Каймашур (рус. Собакино, удм. Пуныгурт) — деревня в Уромском сельском поселении Малопургинского района Удмуртии. Расположена на реке Агрызка.
Возникла в 20-х годах XIX столетия. Улицы Дачная, Мичурина.